# Nobunny
Justin Champlin (Tucson, Arizona), conocido por su nombre artístico Nobunny es un músico de rock, caracterizado por tener una voz distorsionada pero a la vez rebelde en los escenarios, se caracteriza mucho por ser una persona misteriosa y la mayoría de las veces en sus escenarios se presenta ocultando su rostro con una máscara de conejo, también ha formado parte de sus grupos: The Okmoniks, The Sneaky Pinks, entre otros.
La mezcla de la música de Nobunny se caracteriza mucho por el lo-fi, garage punk, power pop y indie rock.
El cantante es considerado de culto, y ha pertenecido también al movimiento del garage rock actual en la trayectoria de su carrera musical, así mismo se dio a conocer, apareciendo en el videojuego Grand Theft Auto V en la estación "Vinewood Boulevard Radio" con el sencillo "Gone for Good".
El cantante citó sus influencias a: The Ramones, Hasil Adkins y The Cramps.
En julio de 2020, luego de las acusaciones de abuso sexual hacia el músico y manipulación de niñas menores de edad contra otros ex-empleados de la discográfica Burger Records, Nobunny emitió un comunicado admitiendo descaradamente que usa su posición en la industria para aprovecharse de las adolescentes. En esta declaración, anunció el final del proyecto de Nobunny y su retiro de la música.

## Discografía

### Álbumes de estudio
- 2007: "Nobunny Cares"
- 2008: "Love Visions"
- 2009: "Raw Romance"
- 2010: "First Blood"
- 2013: "Secret Songs: Reflections From the Ear Mirror"

### EP
- 2012: "MaximumRockNRoll"

### Compilaciones
- 2008: "The World's Lousy With Ideas Vol. 3"
- 2009: "Leap Frog Vol. 2"
- 2009: "Live Love"
- 2010: "Party Platter"
- 2010: "Live at Third Man"
- 2010: "Trubute to The Cramps" - (tributo a The Cramps)
- 2013: "Taste of Burger Records"
- 2012: "Music Mondays: May 21st, 2012 "

### Otras compilaciones sin datos de lanzamiento
- "Brace Face"
- "Secret Songs"